# Sporidesmium larvatum
Sporidesmium larvatum är en svampart som beskrevs av Cooke & Ellis 1878. Sporidesmium larvatum ingår i släktet Sporidesmium, ordningen Pleosporales, klassen Dothideomycetes, divisionen sporsäcksvampar och riket svampar.   Inga underarter finns listade i Catalogue of Life.